# Kevin Windham
Kevin Windham   (Baton Rouge, 28 de febrer de 1978) és un antic pilot professional de motocròs nord-americà. Va competir als Campionats AMA entre el 1995 i el 2013 i en va guanyar dos títols de supercross de 125cc consecutius (1996-1997). A banda, va guanyar el Motocross des Nations de 2005 amb la selecció dels Estats Units. Malgrat haver estat durant anys un dels corredors de motocròs més ràpids del món, mai no en va arribar a guanyar cap campionat AMA de la màxima categoria (250 en supercross o 450 en motocròs) ni mundial. Tot i així, a la seva època era un dels pilots favorits dels aficionats, els quals el coneixien amb el sobrenom de K-Dub.
El 2024, Windham va ser incorporat a l'AMA Motorcycle Hall of Fame.

## Biografia
Windham va començar a conduir motocicletes cap als tres anys amb alguns amics pels sobreeixidors de la zona de Nova Orleans. Aviat va començar a competir en motocròs com a aficionat i va guanyar nombroses curses del Loretta Lynn's Amateur Championship. A mitjan temporada de 1994 va esdevenir pilot professional, inicialment competint amb una Kawasaki. Gràcies als seus bons resultats, Yamaha li va oferir un contracte per a la temporada de 1995, quan tenia 17 anys. Aquell any va obtenir cinc podis al Campionat AMA de supercross de 125cc de la Regió Est i va acabar-hi cinquè a la classificació final. La temporada següent, 1996, va guanyar el seu primer campionat de supercross de 125cc de la Regió Oest, amb sis victòries al llarg de la temporada. Al campionat AMA de motocròs va ser subcampió. El 1997 va revalidar el seu títol de supercross. Aquell any també va guanyar una cursa de supercross de la categoria màxima, 250cc, mentre encara competia exclusivament en 125cc.
A partir de la temporada de 1998, Windham va passar a competir en la categoria de 250cc. Va acabar-hi la seva primera temporada en quarta posició final després de guanyar-ne dues curses. Al campionat de motocròs hi va obtenir dos podis, fins que es va trencar la cama. Més tard, Windham va deixar Yamaha i va signar per Honda. El 1999 va guanyar dues curses de supercross i quatre de motocròs. En aquest campionat va ser subcampió darrere de Greg Albertyn. A finals de temporada va decidir de participar al Gran Premi dels Estats Units de 250cc, celebrat a Budds Creek (Maryland), després que Stefan Everts hagués declarat que els pilots nord-americans eren covards, ja que no gosaven sacrificar el seu cap de setmana lliure del campionat AMA. Windham va guanyar el Gran Premi de manera convincent.

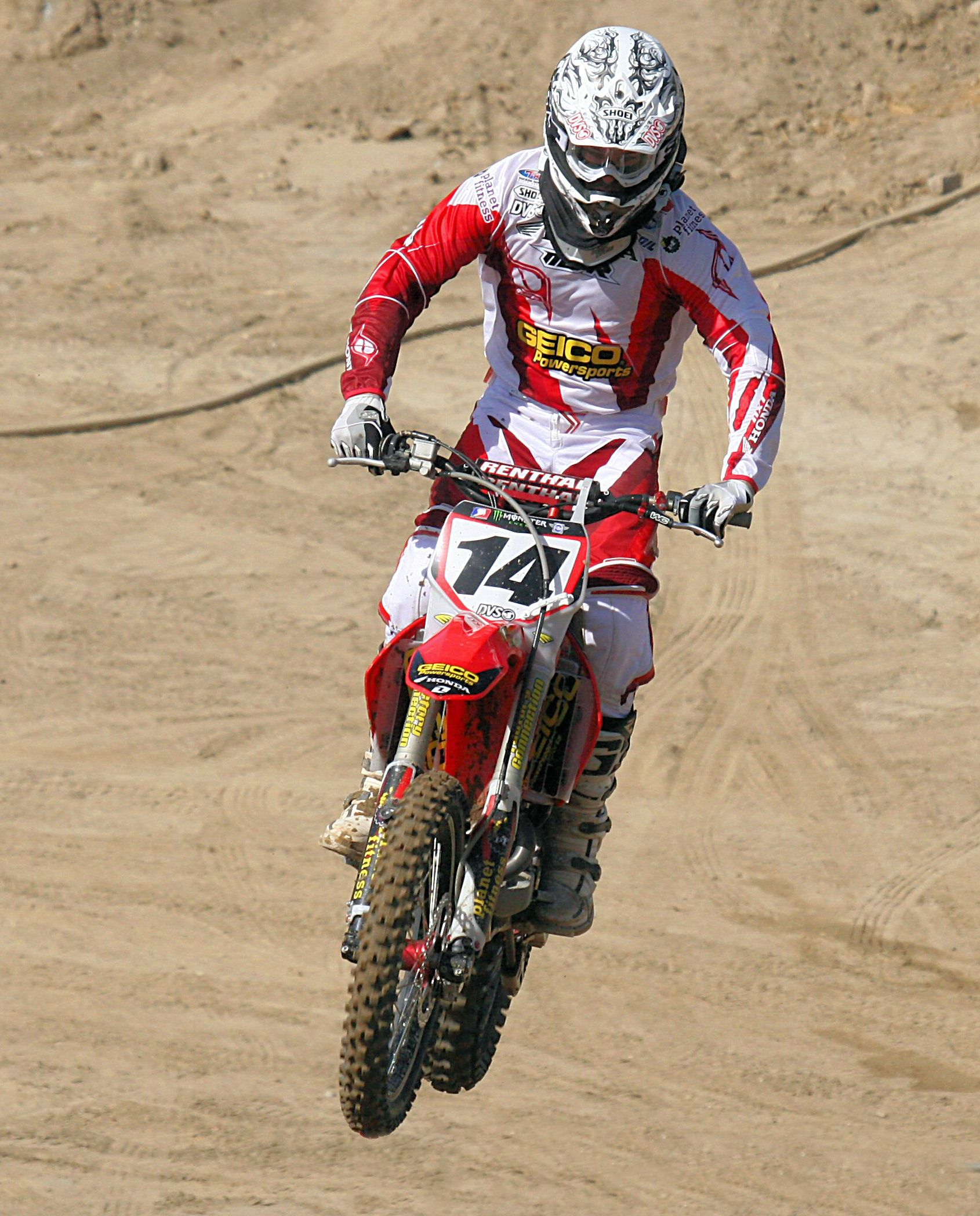
Windham amb l'Honda el 2009

L'any 2000, Windham va començar a travessar un bienni complicat, al llarg del qual va perdre el títol dues vegades (primer enfront de Jeremy McGrath i després enfront de Ricky Carmichael). A partir del 2002 va competir amb Suzuki. Aquella temporada es va trencar el fèmur i no va poder tornar a córrer en tota la temporada. Va pensar a retirar-se i es va saltar el campionat de supercross del 2003 per tal de passar més temps amb la seva família.
El 2004, després de més d'un any d'absència, va decidir de tornar al campionat de motocròs, de nou amb Honda. Aquella va resultar ser una de les seves millors temporades: va guanyar dues rondes i només va quedar fora del podi dues vegades en tota la temporada, acabant finalment subcampió darrere de Carmichael. Aquell any, a més, va guanyar cinc curses de supercross i va ser-ne també subcampió, darrere de Chad Reed. El 2005 va quedar tercer al campionat de supercross i segon de nou al de motocròs. Aquell any va guanyar el Motocross des Nations amb l'equip nord-americà a Ernée, França.
La temporada del 2006 es va perdre el campionat de supercross a causa d'una fractura de braç, però va aconseguir tornar a quedar subcampió de motocròs. Després d'una temporada regular el 2007, amb un quart i cinquè lloc en supercross i motocròs respectivament, la del 2008 va ser una de les seves millors temporades de supercross: va guanyar quatre rondes i mai no va acabar per sota dels cinc primers. Finalment va quedar a pocs punts del campió, Chad Reed. El 2009, en canvi, va ser un mal any a causa de nombroses avaries i abandonaments. Després de dues temporades discretes el 2010 i el 2011, el 2012, en la seva dinovena temporada com a pilot professional, va patir una caiguda greu només començar i diverses lesions que li van fer va perdre la resta de la temporada.
Windham va començar la temporada de supercross del 2013, però durant la tercera ronda del campionat va anunciar la seva retirada definitiva de les competicions.

## Vida personal
Kevin Windham està casat amb la Dottie, a qui va conèixer cap als dotze anys quan ella va anar amb la seva germana a veure una cursa a la pista de motocròs local. La parella té quatre fills: tres nenes (Madelyn, Annabelle i Elizabeth) i un nen (Kevin Jr.). Entre les aficions de Kevin Windham fora del motocròs hi ha el BMX, la pesca i volar amb el seu propi avió.

## Palmarès

### Títols per any
| Any  | Equip  | Campionat             | Classe     |
| ---- | ------ | --------------------- | ---------- |
| 1996 | Yamaha | AMA Supercross        | 125cc West |
| 1997 | Yamaha | AMA Supercross        | 125cc West |
|      |        |                       |            |
| 2005 | Honda  | Motocross des Nations | -          |

### Resum
- 2 Campionats AMA de supercross 125cc West
- 1 Motocross des Nations

### Resultats per any als campionats AMA
(Llegenda)
| Any Campionat | Rda 1 | Rda 2 | Rda 3 | Rda 4 | Rda 5 | Rda 6 | Rda 7 | Rda 8 | Rda 9 | Rda 10 | Rda 11 | Rda 12 | Rda 13 | Rda 14 | Rda 15 | Rda 16 | Rda 17 | Posició mitjana | % Podis | Posició |
| ------------- | ----- | ----- | ----- | ----- | ----- | ----- | ----- | ----- | ----- | ------ | ------ | ------ | ------ | ------ | ------ | ------ | ------ | --------------- | ------- | ------- |
| 1996 SX-W     | -     | 1     | 1     | 1     | OUT   | -     | -     | 1     | 3     | -      | -      | -      | -      | 1      | 1      | -      | -      | 1,28            | 100%    | 1r      |
| 1996 125 MX   | OUT   | 5     | 1     | 1     | 4     | 4     | 8     | 2     | 2     | 9      | 4      | 1      | 1      | -      | -      | -      | -      | 3,50            | 50%     | 2n      |
| 1997 SX-W     | 1     | 8     | 1     | 6     | -     | -     | -     | 1     | 1     | -      | -      | -      | -      | 1      | 1      | -      | -      | 2,50            | 75%     | 1r      |
| 1997 125 MX   | 3     | 11    | 4     | 8     | 11    | 3     | 1     | 1     | 6     | 3      | 2      | 2      | 1      | -      | -      | -      | -      | 4,30            | 62%     | 2n      |
| 1999 250 MX   | 17    | 1     | 4     | 9     | 1     | 1     | 3     | OUT   | 2     | 3      | 1      | 2      | -      | -      | -      | -      | -      | 4,00            | 73%     | 2n      |
| 2000 250 MX   | 5     | 2     | 2     | 4     | 3     | 3     | 5     | 2     | 7     | 8      | 6      | 6      | -      | -      | -      | -      | -      | 4,41            | 42%     | 3r      |
| 2001 250 MX   | 3     | 4     | 2     | 5     | 4     | 6     | 4     | 3     | 1     | 3      | 2      | 1      | -      | -      | -      | -      | -      | 3,16            | 58%     | 2n      |
| 2003 250 MX   | 5     | 4     | 2     | 3     | 3     | 2     | 1     | 1     | 4     | 2      | 2      | -      | -      | -      | -      | -      | -      | 2,63            | 73%     | 2n      |
| 2004 250 SX   | 9     | 1     | 2     | 2     | 1     | 6     | 2     | 1     | 2     | 2      | 2      | 2      | 4      | 2      | 1      | 1      | -      | 2,50            | 81%     | 2n      |
| 2004 250 MX   | 4     | 2     | 3     | 4     | 2     | 4     | 3     | 3     | 2     | 6      | 2      | 11     | -      | -      | -      | -      | -      | 3,83            | 58%     | 3r      |
| 2005 250 SX   | 1     | 2     | 3     | 9     | 20    | 3     | 5     | 3     | 3     | 5      | 4      | 7      | 3      | 2      | 4      | 3      | -      | 4,81            | 56%     | 3r      |
| 2005 250 MX   | 9     | 3     | 4     | 4     | 2     | 2     | 2     | 2     | 2     | 2      | 2      | 2      | -      | -      | -      | -      | -      | 3,00            | 75%     | 2n      |
| 2006 450 MX   | 7     | 11    | 5     | 3     | 4     | 2     | 4     | 7     | 3     | 3      | 3      | 4      | -      | -      | -      | -      | -      | 4,67            | 50%     | 2n      |
| 2008 450 SX   | 5     | 3     | 3     | 2     | 4     | 5     | 1     | 2     | 5     | 1      | 3      | 2      | 4      | 3      | 1      | 1      | 2      | 2,76            | 71%     | 2n      |
| 2010 450 SX   | 3     | 6     | 5     | 11    | 16    | 3     | 3     | 14    | 4     | 5      | 7      | 4      | 2      | 2      | 1      | 1      | 3      | 5,29            | 47%     | 2n      |

1. ↑  Es mostren només els anys en què acabà entre els tres primers